# Carottes et Malédiction
Pour plus de détails, voir Fiche technique et Distribution.
Carottes et Malédiction (titre original : Broom-Stick Bunny) est un court métrage d'animation américain de la série Looney Tunes mettant en scène Bugs Bunny et Hazel la sorcière, réalisé par Chuck Jones, sorti en 1956.

## Fiche technique
- Titre : Carottes et Malédiction
- Titre original : Broom-Stick Bunny
- Réalisation : Chuck Jones
- Scénario : Tedd Pierce
- Montage : Treg Brown (non crédité)
- Musique : Milt Franklyn (non crédité)
- Orchestration : Milt Franklyn (non crédité)
- Son : Treg Brown (non crédité)
- Producteur : Edward Selzer (non crédité)
- Sociétés de production : Warner Bros. Cartoons
- Sociétés de distribution : Warner Bros.
- Pays d'origine :  États-Unis
- Langue : Anglais américain
- Format : Couleur (Technicolor) — 35 mm — 1,37:1 — Son : Mono
- Genre : Film d'animation, Comédie
- Durée : 7 minutes
- Dates de sortie :
  -  États-Unis :  25 février 1956

### Animateurs
- Philip DeGuard : décors (comme Philip De Guard)
- Ernie Nordli : préparation
- Ken Harris : animateur
- Abe Levitow : animateur
- Richard Thompson : animateur
- Ben Washam : animateur

## Distribution
- Mel Blanc : Bugs Bunny / Génie (voix) (VF : Gérard Surugue) (non crédité)
- June Foray : Hazel la sorcière (voix) (VF : Patricia Legrand) (non créditée)